# Delos David Harriman
Delos David Harriman è un personaggio immaginario protagonista in due racconti di fantascienza di Robert A. Heinlein: Requiem del 1940 e il suo prequel L'uomo che vendette la Luna del 1950, inoltre è citato in varie altre opere della Storia futura di Heinlein.
Nella finzione nasce attorno al 1900 e divenuto un imprenditore di successo, impegna tutte le sue risorse per realizzare e prendere parte alla prima spedizione sulla luna, dove riuscirà ad arrivare solo al termine della sua vita, quando i viaggi da e per il satellite, grazie alla sua lungimiranza e determinazione, sono ormai diventati una routine.
Entrambi i racconti fanno parte della Storia futura, nella quale molte aziende e fondazioni sono chiamate "Harriman", come a sottolineare la sua influenza su quella linea temporale.
L'ultimo romanzo di Heinlein, Oltre il tramonto, consiste nelle memorie di Maureen Johnson, la madre di Lazarus Long, che narra molti dettagli circa il XX secolo della linea temporale d'origine di Lazarus. 
Veniamo così a sapere che Maureen è stata coinvolta nel progetto Luna di Harriman come amante di George Strong, leale socio di Harriman e benefattore dell'ultimo minuto.
Il nome viene utilizzato anche nel romanzo Stella variabile, abbozzato da Heinlein e scritto dopo la sua morte da Spider Robinson, la cui narrazione diverge dalla Storia futura.